# Natalie – Endstation Babystrich
Natalie – Endstation Babystrich ist der Titel eines deutschen Fernsehfilms, der von Kinderprostitution handelt.

## Handlung
Natalie Schneider wohnt in gutbürgerlichen Verhältnissen in der Frankfurter Vorstadt. Beide Eltern gehen geregelten Arbeiten nach, sie selbst besucht ein gutes Gymnasium. Dennoch fühlt sie sich unglücklich: Vor allem ihre jüngere Schwester Vanessa, die an Asthma leidet und daher oft ins Krankenhaus muss, nimmt die ganze Aufmerksamkeit der Eltern in Anspruch. Natalies Vater greift daher bei ihr öfter zur Gewalt als Erziehungsmittel. 
Trost findet Natalie zunächst bei ihrem Klassenkameraden Max, bis sie über ihre Schulfreundin Marion den gutaussehenden Nico kennenlernt, der ziemlich wohlhabend zu sein scheint, nicht ahnend, dass er als Zuhälter seinen Lebensunterhalt verdient.
Natalie gerät in ein gefährliches Milieu zwischen Schule und Babystrich, ihre Eltern ahnen nichts davon. Erst als Georg Teuchert, ein Freund der Familie, Natalies Doppelleben öffentlich macht, kann Natalie dem Strich entkommen und ihr Zuhälter inhaftiert werden.

## Entstehungsgeschichte
Der Spielfilm wurde von der TaunusFilm produziert und am 23. November 1994 zur Hauptsendezeit von Sat.1 erstmals ausgestrahlt. Der Fernsehsender verwies darauf, dass der Film „auf einer realen Geschichte“ basiere. „Besonders wichtig war mir die Sicht auf die Eltern, ohne ihnen voreilig Schuld zuzuweisen“, so Regisseur Herrmann Zschoche. „Alle wollten nur das Beste für Natalie – nach ihren Wertmaßstäben.“

## Kritiken
Jan Feddersen (die tageszeitung) kritisierte den Fernsehfilm stark. Die Schauspieler seien unfähig, das Drehbuch sei „von den Verantwortlichen unter schweren Halluzinationen heruntergeschrubbt“ und lasse keine „Platt- und Derbheiten“ aus. Die Regiearbeit knüpfe so schwerelos an Vorurteile an „wie die Bild-Zeitung […] an völkische Ressentiments.“
Ähnlich äußerte sich die Stuttgarter Zeitung, die in dem Film ein „auf die Voyeursinstinkte der Zuschauer“ berechnetes Machwerk sah. „Zuschauer, die diesen Unterhaltungsschleim bis zum Ende ertragen haben, müßten in die Endausscheidung, um den Bambi für den ‚Zapping-resistenten Idealglotzer’ zu bekommen.“
Michael Burucker (Der Tagesspiegel) lobte einzig die Leistungen der Nebendarsteller Volkert Kraeft und Melanie Rühmann.

## Fortsetzungen
Natalie – Endstation Babystrich wurde in regelmäßigen Abständen auf Sat.1 ausgestrahlt. Zudem folgten vier Fortsetzungen, in denen Anne-Sophie Briest erneut in die Rolle der Natalie Schneider schlüpfte:
- 1997: Natalie II – Die Hölle nach dem Babystrich
- 1998: Natalie III – Babystrich online
- 2001: Natalie 4 – Das Leben nach dem Babystrich
- 2003: Natalie 5 – Babystrich Ostblock